# Lithocarpus glaber
Lithocarpus glaber ist eine Laubbaumart aus der artenreichen Gattung Lithocarpus in der Unterfamilie Quercoideae innerhalb der Familie der Buchengewächse (Fagaceae). Synonyme sind Pasania glabra (Thunb.) Oerst. sowie Quercus glabra Thunb.

## Beschreibung
Lithocarpus glaber ist ein immergrüner Baum, der Wuchshöhen bis 7 Meter (nach anderen Quellen bis 10 Meter) erreicht.
Der Same hat die Form einer langgestreckten Eichel. Die Samen enthalten viel Tannin und sind deshalb ohne Behandlung ungenießbar; nach Entfernen der Bitterstoffe durch Einweichen und Kochen sind sie essbar.

## Verbreitung und Standort
Die Art ist in China, Japan und Taiwan heimisch. Sie kommt in den östlicheren chinesischen Provinzen Anhui, Fujian, Guangdong, Guangxi, Guizhou, Henan, Hubei, Hunan, Jiangsu, Jiangxi und Zhejiang vor. In Japan liegen die Vorkommen auf Honshū, Kyushu und den Ryūkyū-Inseln. Der Baum wächst vor allem an sonnigen Berghängen und erklimmt Höhenlagen bis 1500 m.

## Systematik
Die Erstbeschreibung gab Takenoshin Nakai 1916.